# İşkembe

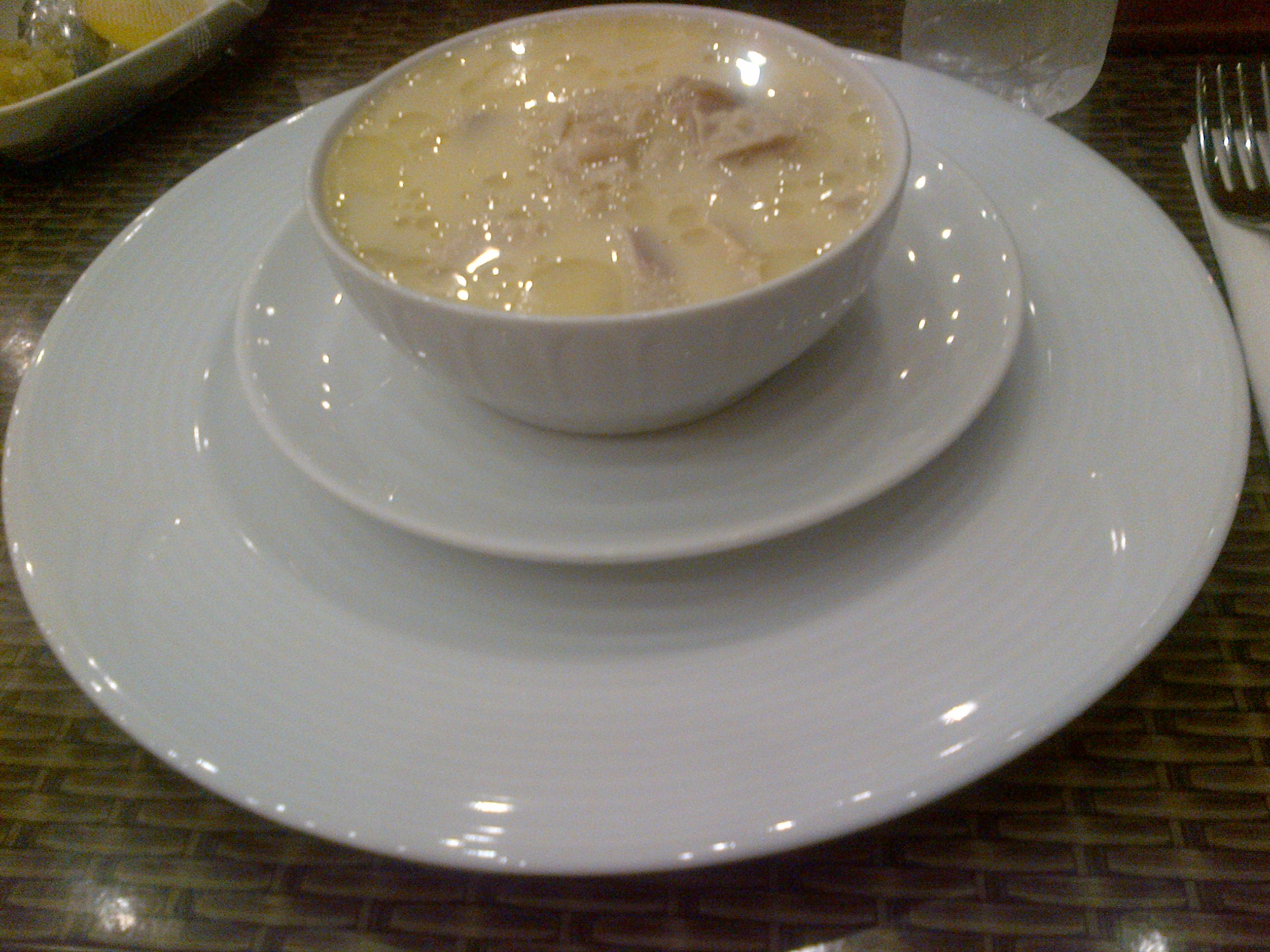
Tuzlama, de la cuisine turque est une variété d'işkembe çorbası.

L'işkembe ou işkembe çorbası est une spécialité culinaire d'Europe de l'Est et du Moyen-Orient. C'est une soupe aux tripes de couleur blanchâtre, généralement dégustée avec une sauce à l'ail et au vinaigre (ou au citron).

## Dans la culture turque
En Turquie, cette soupe est habituellement consommée dans les restaurants spécialisés, appelés işkembeci. Les işkembeci servent quatre variétés de soupe de tripes : işkembe çorbası, tuzlama, damar et şirden. Elles sont classées selon la découpe des tripes, le plat le plus cher étant le damar. Toutes ces soupes sont parfois considérées comme des remèdes contre le dessèchement de la peau et surtout contre la gueule de bois, ce qui explique que les işkembeci soient souvent situés dans les quartiers de vie nocturne et soient presque toujours ouverts 24 heures sur 24.
Les işkembeci servent également d'autres plats d'abats comme le kokoreç, la beyin salata (salade de cerveaux bouillis), le kuzu paça (pieds d'agneau en ragoût), de la soupe de viande (surtout les joues), des têtes (kelle) de mouton ou d'agneau grillées ou les mêmes viandes (joue, langue, cervelle, anciennement les yeux) rôties au four.
Le nom roumain de cette soupe très populaire est ciorbă de burtă.